# Roncus ragusae
Espèce
Roncus ragusae est une espèce de pseudoscorpions de la famille des Neobisiidae.

## Distribution
Cette espèce est endémique de Croatie. Elle se rencontre dans la grotte Jama Bezdan entre Komaji et Vignje.

## Description
La femelle holotype mesure 2,86 mm.

## Étymologie
Son nom d'espèce lui a été donné en référence au lieu de sa découverte, Raguse.

## Publication originale
- Ćurčić, Rađa, Dimitrijević & Ćurčić, 2012 : On two new cave pseudoscorpions from Dalmatia, Croatia (Chthoniidae and Neobisiidae, Pseudoscorpiones). Archives of Biological Sciences, vol. 64, no 3, p. 1099-1108.